# Orzechówko (Barczewo)
Orzechówko ist ein Ort in der polnischen Woiwodschaft Ermland-Masuren. Er gehört zur Gmina Barczewo (Stadt-und-Land-Gemeinde Wartenburg in Ostpreußen) im Powiat Olsztyński (Kreis Allenstein).

## Geographische Lage
Orzechówko liegt an der Orzechówka, einem Nebenfluss der Wadang (polnisch Wadąg) nördlich des Wadangsees (Jezioro Wadąg)  im Westen der Woiwodschaft Ermland-Masuren, zehn Kilometer nordöstlich der Kreis- und Woiwodschaftshauptstadt Olsztyn (deutsch Allenstein).

## Geschichte
Der Ort mit seiner polnischen Namensform „Orzechówko“ findet auch unter anderer Bezeichnung vor 1945 keine Erwähnung. Der Grund dafür dürfte seine Lage im Gebiet des früheren Dorfes Alt Wartenburg (polnisch Barczewko) sein. Er scheint in diesem Ort aufgegangen sein, was seine heutige Zugehörigkeit zu eben dieser und nun polnischen Ortschaft Barczewko bestätigt: Orzechówko ist nicht nur ein Ort innerhalb des Sołectwo („Schulzenamt“) Barczewko, sondern wird auch immer als „część wsi Barczewko“ (= „Ortsteil des Dorfs Barczewko“) genannt. Barczewko seinerseits ist eine Ortschaft innerhalb der Gmina Barczewo (Stadt-und-Land-Gemeinde Wartenburg i. Ostpr.) im Powiat Olsztyński (Kreis Allenstein), bis 1998 der Woiwodschaft Olsztyn, seither der Woiwodschaft Ermland-Masuren zugehörig.
Die besondere Herausstellung Orzechówkos könnte auch in der Vermutung liegen, dass der Ort genau an der Stelle der Burg Wartenburg liegt, an der seinerzeit die Stadt Wartenburg (polnisch Barczewo) gegründet wurde und die vor 1945 eben auch auf das ganze Dorf bezogen „Alt Wartenburg“ hieß.

## Verkehr
Orzechówko ist über Barczewko, in dessen südöstlichen Teil des liegt, zu erreichen.